# Vegard Heggem
Vegard Heggem (født 13. juli 1975 i Trondheim, Norge) er en tidligere norsk fodboldspiller, der som højre back/kant på Norges landshold deltog ved VM i 1998 i Frankrig og EM i 2000 i Holland og Belgien. I alt nåede han at spille 20 kampe og score ét mål for landsholdet.
På klubplan startede Heggem sin karriere i hjemlandet hos Rosenborg BK. Her spillede han næsten 100 ligakampe og var med til at vinde tre norske mesterskaber. I 1998 skiftede han til Liverpool i England, hvor han, dog primært som reservespiller, var tilknyttet de følgende fem sæsoner, inden han stoppede karrieren i 2003. Han var en del af det Liverpool-hold der i 2001 vandt hele fem trofæer, blandt andet FA Cuppen, UEFA Cuppen og UEFA Super Cuppen.